# Heteropsyllus mascalus
Heteropsyllus mascalus är en kräftdjursart som beskrevs av Kunz 1971. Heteropsyllus mascalus ingår i släktet Heteropsyllus, och familjen Canthocamptidae. Arten har ej påträffats i Sverige.